# Хю Гейтскел
Хю Тод Нейлър Гейтскел (на английски: Hugh Todd Naylor Gaitskell) е английски политик от Лейбъристката партия.
Роден е на 9 април 1906 година в Лондон в семейството на служител в британската колониална администрация и в детството си прекарва дълго време в Бирма. През 1927 година завършва Оксфордския университет, като по време на следването си се ангажира активно със социалистическото движение. През следващите години работи като икономически експерт за Лейбъристката партия и преподава икономика в Университетски колеж Лондон. През 1945 година е избран за депутат, а след това е министър на горивата и енергетиката (1947 – 1950) и на финансите (1950 – 1951) в кабинета на Клемент Атли. От 1955 година оглавява Лейбъристката партия, изигравайки важна роля за смекчаване на крайностите в икономическата ѝ програма.
Хю Гейтскел умира внезапно в Лондон на 18 януари 1963 година.